# حسن النجار
المستشار/ حسن النجار (1960 أبو كبير، الشرقية - ) محافظ الشرقية (خلفًا لـعزازي علي عزازي) وهو أوّل محافظ عيّنه الرئيس/ محمد مرسي سنة 2012،  وهو أحد القضاة البارزين في تيار استقلال القضاء.
شغل العديد من المناصب القضائية ومنها : نائب رئيس محكمة الاستئناف ورئيسها، ورئيس نادي قضاة الشرقية. وهو من أكثر رؤساء أندية قضاة الأقاليم معارضةً للمستشار أحمد الزند رئيس نادي القضاة المصري.
رفض حكم الدستورية بحل مجلس الشعب المصري ودافع عن قرار الرئيس بعودة البرلمان.
وهو شقيق د/ إبراهيم النجار نقيب صيادلة الشرقية وعضو الأمانة العامة لـحزب الحرية والعدالة بالشرقية .